# Pokolj u Krpeljićima
Pokolj u Krpeljićima bio je ratni zločin koji su počinile bošnjačko-muslimanske snage nad Hrvatima tijekom Bošnjačko-hrvatskog sukob u  Srednjoj Bosni. Počinile su ga pred kraj bitke za Travnik. 8. lipnja 1993. u hrvatskom selu Krpeljićima kod Travnika ubili su 7 civila. Tijela ubijenih Hrvata u selu je pronašao UNPROFOR, prebacio ih u Guču Goru i pokopao u crkvenom dvorištu. Zbio se istog dana kao i pokolj u Čuklama. 